# ピエールシャルル・ブドー
ピエールシャルル・ブドー（Pierre-Charles Boudot、1992年12月21日 - ）はフランスの元騎手である。

## 来歴
2009年にフランス騎手免許を取得し、名門アンドレ・ファーブル厩舎からデビュー。2013年にはフランスで122勝を挙げ、クリストフ・スミヨン、マキシム・ギュイヨンに次ぐリーディング3位に入る。若手のホープとしての地位を固め、「オリビエ・ペリエの後継者」と評されるようになる。
2014年のパリ大賞典をギャランテ(Gallante)で勝利し、GI初制覇。同年秋には短期騎手免許制度を利用して初来日（身元引受調教師は栗東の池江泰寿。身元引受馬主は吉田勝己）。同年11月1日の京都8Rを6番人気のコスモグラウベで制し、初騎乗から14戦目でJRA初勝利を挙げる。当初の予定では12月28日までの騎乗予定であったが、体重調整に苦しみ、短期免許を取り消して12月2日付で帰国した。この年以降、日本での短期免許は取得していない。
2015年は179勝でクリストフ・スミヨンとフランスリーディングジョッキーの座を分け合った。2016年は飛躍的に勝ち星を伸ばし、10月16日にはスミヨンが保持していた年間228勝のフランス記録を更新する229勝目を挙げる。同年は最終的に301勝まで勝利数を上乗せし、ドイツのペーター・シールゲンが保持していた欧州の年間最多勝記録273勝を大幅に更新した。
2018年はスミヨンが306勝の大活躍で新記録を樹立し、ブドーの記録は1年で塗り替えられた。それでも年間209勝を挙げ、スミヨンに次ぐリーディング2位につけた。
2021年5月14日、フランスギャロから3ヶ月の騎乗停止処分を受けた。同年2月の女性に対する暴行容疑で起訴されたため。同年8月13日、騎乗停止処分が6カ月間延長されることになった。
2022年9月にはトレーニングセンターに復帰していたが、同年11月8日、フランスギャロは同国内務省の要請に基づき、ブドーの騎手免許を取り消した。これ以降、ブドーはカタールレーシングで純血アラブ種の馬の調教に従事していたが、2025年2月14日、同国アルライヤン競馬場で『緊急免許』を交付されレースに騎乗。計4鞍の騎乗で2勝を挙げた。芝コースのコンディションが著しく悪く、マキシム・ギュイヨン、クリストフ・スミヨンら騎乗を拒否するジョッキーが複数現れたことによる臨時措置であると報じられている。

## エピソード
2014年11月15日の東京6R（2歳新馬戦）でノワールギャルソンに騎乗したブドーは、減量の失敗から規定の斤量55キロをクリアすることができず、両足のブーツを脱いで騎乗。前代未聞の状況ながら、12番人気の同馬をクビ差の2着に好走させた。レース後、日本中央競馬会は装具について注意義務を怠ったとして、ブドーに対して戒告の処分を科した。

## 成績

### 日本
|            | 日付           | 競馬場・開催    | 競走名         | 馬名               | 頭数 | 人気 | 着順 |
| ---------- | -------------- | --------------- | -------------- | ------------------ | ---- | ---- | ---- |
| 初騎乗     | 2014年10月25日 | 4回東京6日目5R  | 2歳新馬        | オーマイホース     | 16頭 | 14   | 4着  |
| 初勝利     | 2014年11月1日  | 4回京都8日目8R  | 3歳上500万下   | コスモグラウベ     | 18頭 | 6    | 1着  |
| 重賞初騎乗 | 2014年10月25日 | 4回東京6日目11R | 富士ステークス | トーセンレーヴ     | 16頭 | 11   | 14着 |
| GI初騎乗   | 2014年10月26日 | 4回京都7日目11R | 菊花賞         | ワールドインパクト | 18頭 | 12   | 10着 |

- 短期騎手免許期間中の日本での騎乗成績は73戦9勝（勝率.123）[15]。

## 主な騎乗馬
- ヴァルトガイスト(Waldgeist) - 凱旋門賞、サンクルー大賞、クリテリウムドサンクルー、ガネー賞
- エソテリック(Esoterique) - ジャック・ル・マロワ賞、ロートシルト賞、サンチャリオットステークス
- ファンシーブルー（Fancy Blue) - ディアヌ賞